# تي إن تي (شركة)
تي إن تي، (بالإنجليزية: TNT)‏هي شركة عالمية للبريد السريع. يقع المقر الرئيسي لها في هولندا. تتميز الشركة باللون البرتقالي الذي يلون الشعارات والأكياس وأغلفة الرسائل والطرود.
,ويقوم تي أن تي"، إلى جانب خبرتها الواسعة في إتمام إجراءات التخليص الجمركي وخدمة المدة المحددة لتوصيل البضائع، حزمة من الخدمات النوعية التي من بينها نظام تتبّع الشحنات GPS، وسعر موحّد للصادرات والواردات، وخدمة العملاء على مدار الساعة طوال أيام الأسبوع وتقديم أسعار مخفضة للشحنات الثقيلة.ويوجد فروع في أغلب دول العالم وينافسه شركة دي اج العالمية للشحن وكذلك شركة يورو اكسبريس اللاوروبية لخدمات البريد والشحن.